# Споднє Локе
Споднє Локе (словен. Spodnje Loke) — поселення в общині Луковиця, Осреднєсловенський регіон, Словенія. 
Висота над рівнем моря: 380,5 м.